# Петрова, Юлия Сергеевна
Ю́лия Серге́евна Петро́ва (24 мая 1979, Челябинск, СССР) — российская ватерполистка, бронзовый призёр Олимпийских игр. Заслуженный мастер спорта России.

## Карьера
На Олимпиаде в Сиднее Юлия в составе сборной России выиграла бронзовую медаль.
Чемпионка России в сезонах 1998/99 и 1999/2000, а также обладательница Кубка европейских чемпионов в сезоне 1998/99.